# Enoploteuthidae
Az Enoploteuthidae a fejlábúak (Cephalopoda) osztályába és a kalmárok (Teuthida) rendjébe tartozó család.
Legtöbb fajuk napközben, a nyílt óceánon tartózkodik. Sok fajról ismeretes a vertikális vándorlás. Az állatokon sajátos világítószervek sorakoznak egyenlő elosztásban, a hason, a köpenyen, és a fejen.
A fiatal egyedek a többi kalmárral ellentétben, nem burokból, hanem apró gömböcskékből születnek. Mérete és alakja attól függ, hogy milyen faj nősténye hozza világra azt. A tojások körülbelül 1 mm hosszúak. A fejlődő embriókat gyakran összekeveri a sodrás a planktonokkal, így a nagy testű tengeri állatok (pl: Cetek) gyakran bekapják őket.
A legelterjedtebb közülük az Abralia trigonura (Hawaii-on számoltak be a legtöbbről) nevű faj.
A család névadó Enoploteuthis nembe tartozó fajok testesítik meg a legjobban a család jellemzőit. Alkatilag nincs nagy különbség, csak néhány belső szerv van elmozdulva. A családról nem sokat tudni, az viszont biztos hogy még nem fedeztük fel összes tagját.
A család legjobban ismert neme az Abralia. A  legismertebb tagja az Abralia veranyi melynek hossza csaknem 185 cm, így a család egyik legnagyobb faja. Nagyon nehéz megkülönböztetni e fajt a többitől, hiszen majdnem mindegyiknek ugyanolyan testi jegyei vannak. Egyetlen megkülönböztető jel az, hogy a szeme a legnagyobb a rendben. A legkisebbel pedig az Abralia fasciolata rendelkezik, szintén ebből a rendből. Ebbe a rendbe tartozó fajoknak van a legtöbb világítószervük a családban.

## Rendszerezés
A családba az alábbi nemek és fajok tartoznak:
- Enoploteuthis
  - Enoploteuthis leptura
  - Enoploteuthis mognoceani
  - Enoploteuthis obliqua
  - Enoploteuthis octolineata
  - Enoploteuthis reticulata
  - Enoploteuthis anapsis
  - Enoploteuthis chuni
  - Enoploteuthis galaxias
  - Enoploteuthis higginsi
  - Enoploteuthis jonesi
  - Enoploteuthis semilineata
- Abralia
  - Abralia armata
  - Abralia multihamata
  - Abralia renschi
  - Abralia spaercki
  - Abralia steindachneri
  - Abralia veranyi
  - Abralia astrosicta
  - Abralia astrolineata
  - Abralia grimpei
  - Abralia omiae
  - Abralia redfieldi
  - Abralia similis
  - Abralia andamanica
  - Abralia heminuchalis
  - Abralia robsoni
  - Abralia siedlecky
  - Abralia trigonura
  - Abralia dubai
  - Abralia fasciolata
  - Abralia marisarabica
- Abralopsis
  - Abralopsis felis
  - Abralopsis hoylei
  - Abralopsis morisii
  - Abralopsis pacificus
  - Abralopsis tui
  - Abralopsis lineata
  - Abralopsis gilchristy
  - Abralopsis affinis
  - Abralopsis atlantica
  - Abralopsis chuni
  - Abralopsis falco
- Watasenia
  - Watasenia scintillans